# Mirontsi
Mirontsi je grad na otoku Anjouan na Komorima. To je 7. po veličini grad na Anjouanu i 9. na Komrima.